# Horné Dubové
Horné Dubové (allemand : Oberdubowan ) est un village de Slovaquie situé dans la région de Trnava.

## Histoire
Première mention écrite du village en 1262.

## Démographie

### Évolution de la population
| Année:               | 1994. | 2004.   | 2014.   | 2024.   |
| -------------------- | ----- | ------- | ------- | ------- |
| Nombre de personnes: | 381   | 366     | 379     | 353     |
| Différence:          |       | -3,93 % | +3,55 % | -6,86 % |

| Année:               | 2023. | 2024.   |
| -------------------- | ----- | ------- |
| Nombre de personnes: | 359   | 353     |
| Différence:          |       | -1,67 % |